# Marggraffbrücke
Die Marggraffbrücke ist eine von sechs Straßenquerungen der 1906 eröffneten Schifffahrtsstraße Britzer Verbindungskanals, zwischen den Berliner Ortsteilen Niederschöneweide und Baumschulenweg. Die erste Straßenverkehrs-Brücke über den Kanal (der anfangs auch Teltower Zweigkanal hieß) zwischen der Berliner Innenstadt und den südöstlichen Randgemeinden entstand 1930 und wurde 1945 zerstört. Das zweite Bauwerk an gleicher Stelle wurde 1965 in Betrieb genommen. Die Fertigstellung des 2015 beschlossenen Ersatzneubaus der maroden Brücke ist für das Jahr 2026 geplant.

## Geschichte
Zur Entlastung des Straßenverkehrs zwischen den damaligen Berliner Ortsteilen Treptow, Baumschulenweg und Schöneweide ließ der Magistrat von Berlin im Zusammenhang mit dem Ausbau Berlins für die Olympischen Spiele 1936 die Ausfallstraße nach Südosten ausbauen und eine Straßenbrücke über den Kanal errichten. Die Marggraffbrücke erhielt den Namen des langjährigen Berliner Stadtabgeordneten und Leiters der Canalisationsdeputation im Berliner Magistrat, Carl Arnold Marggraff.
Zum Ende des Zweiten Weltkriegs sprengten Spezialisten der Wehrmacht die Brücke, um den Vormarsch der Roten Armee in das Berliner Stadtzentrum zu verzögern.
Das Bauwerk wurde nach Kriegsende wieder instand gesetzt und im Zuge der Köpenicker Landstraße intensiv genutzt.
Der Ost-Berliner Magistrat ließ nach dem Mauerbau über den Britzer Verbindungskanal eine neue großzügig dimensionierte Brücke am gleichen Standort planen und ausführen. Sie hatte die neu geschaffene F 96a (Ostumfahrung der durch West-Berlin verlaufenden F 96) zu tragen. Die Verkehrsübergabe erfolgte am 6. Oktober 1965, dem Vorabend des Geburtstages der DDR.
Bei den regelmäßigen Brückenprüfungen stellten Ingenieure in den 2010er Jahren umfangreiche Schäden an Teilen der Brücke fest, Betonkrebs bzw. Ettringittreiben genannt. Die Überbauten sind durch SprK beschädigt, könnten aber repariert werden. Da die Grundschäden nicht reparabel sind, auch Material- und Kostengründe schließen eine umfangreiche Instandsetzung aus, hat das für die Kanalinstandhaltung verantwortliche WSA einen Ersatzneubau für die Straßenbrücke beschlossen. Zudem hat die Senatsverwaltung für Umwelt, Verkehr und Klimaschutz eine Anbindung der Brückenzufahrt an die parallel zum Kanal geführte Stadtautobahn A 100 bestellt und muss sich nun an Planung und Finanzierung der neuen Brücke beteiligen. Das Wasserstraßenamt hat nach der Schadensdokumentation im Jahr 2015 sofort Neuplanungen in Angriff genommen.
Der Senat hat im Juli 2015 eine nicht öffentliche Ausschreibung für die neue Brücke im Internet veröffentlicht. Offenbar entstand daraus bis zum Jahr 2018 die bundesoffene Entwurfs- und Ausschreibungsplanung für die integrale Marggraffbrücke in Berlin. In einem im Februar 2019 veranstalteten weiteren Fachsymposium wurde diese Thematik wieder in einem Vortrag behandelt, bei dem es um Probleme der Tiefgründung der Brücke ging.
Ein Ergebnis ist nicht bekannt geworden, nur, dass auf der neuen Brücke keine Straßenbahnstrecke vorgesehen sein sollte, die allerdings im 2019 beschlossenen Nahverkehrsplan (von Baumschulenweg nach Schöneweide über den Britzer Verbindungskanal, Zeitraum 2019–2023) enthalten ist. Der im Jahr 2021 neu gewählte Senat sieht aber nach zahlreicher Kritik und anschließenden Beratungen mit dem Wasserstraßen-Neubauamt des Bundes (WNA) nun doch Möglichkeiten einer Umplanung, wozu neue Beschlüsse gefasst werden müssen. Seitens der Senatsverwaltung hieß es: „Ob das so sein wird, hängt von der Entscheidung ab, welche Trassenführung die beste ist für die Verbindung vom Potsdamer Platz nach Schöneweide. Die entsprechenden Untersuchungen zur Strecke werden wir im vorgesehenen Zeitrahmen durchführen. Es bleibt bei der geplanten Realisierung der (Straßenbahn-)Strecke bis zum Jahr 2035.“ Und Anfang Februar machte sich diesbezüglich noch mehr Optimismus breit: „Das Belastungsmodell der geplanten Brücke reicht hierfür aus, voraussichtlich sind nur einige Ertüchtigungen nötig.“
Der Baubeginn für die neue Brücke war für das 3. Quartal 2022 geplant und ist Ende 2024 im Gange.

## Beschreibung
Das überbrückte Gewässer ist eine in den Jahren 1902 bis 1906 geschaffene schiffbare Verbindung zwischen der Spree in Berlin-Baumschulenweg und dem Teltowkanal am Britzer Hafen. Der innerhalb der Berliner Stadtgrenze verlaufende Abschnitt des Kanals ist rund 4 km lang. Der Kanal wird von sieben Brücken überspannt, davon eine Stahlbogenbrücke nur für den Bahnverkehr ([km 31,09a]: S-Bahn und Fernbahn) und sechs Straßenbrücken (Autobahnbrücke [km 28,94a], Britzer-Allee-Brücke [km 29,35a], Baumschulenbrücke [km 29,82a], Südostalleebrücke [km 30,30a], Kiefholzbrücke [km 30,80a], Marggraffbrücke [km 31,31a]). Die Kilometrierungsangaben der Brücken beziehen sich auf deren Lage an der Spree-Oder-Wasserstraße (SOW), von der der Britzer Zweigkanal ein Teilstück ist. Übrigens wurden bereits die Brückenelemente der Bahnanlage über den Britzer Verbindungskanal zwischen 2006 und 2009 grunderneuert.
Die Marggraffbrücke ist – von Osten, vom Abzweig an der Spree gesehen – das erste Verkehrsbauwerk, das den Kanal überquert.

## Technische Daten der zweiten Brücke (Auswahl)
Die zweite Brücke ist eine Deckbrücke aus Spannbeton-Fertigteilen mit Ortbetonergänzung und besteht aus drei getrennten Überbauten. Die mittlere Brückenlänge wird mit 60 Metern angegeben. Am Ufer des Kanals befinden sich Kasten-Widerlager mit Flachgründungen. Beiderseits grenzen Spundwände zum Kanal die Brückenkonstruktion ab, die erneuerungsbedürftig sind. Der Kanalübergang verfügt über je drei Fahrspuren pro Richtung (Gesamtbreite 9,35 m) und mittig verliefen zwei Straßenbahngleise. Diese wurden nach Einstellung der Straßenbahnstrecke im Jahr 1973 zugunsten einer weiteren Autospur abgebaut.
Neben den Autofahrspuren gibt es auf beiden Seiten je 6,10 m breite Streifen, die von Fahrradfahrern und Fußgängern genutzt werden. Dazwischen stehen in gleichmäßigen Abständen längs der Brücke Peitschenmasten.
Die Widerlager sind auf beiden Ufern mit großflächigen hellgrauen Steinplatten verkleidet. Am Güldenhofer Ufer und auf dem Niederschöneweider Ufer gibt es je eine schmale mit Metallgeländer gesicherte Fußgängerunterführung an den Brückenwiderlagern entlang. Diese sind jedoch wegen der Baufälligkeit der Brücke abgesperrt. Ursprünglich führten Treppen von der Brücke bis hinunter zum Ufer.
Äußerlich nicht sichtbar verläuft unterhalb des südlichen Brückenlagers ein eingleisiger Eisenbahntunnel (früher genutzt von einer Industriebahn) sowie eine Hochspannungsleitung auf Stahlgittermasten parallel zum Ufer, was bei Planung und Ausführung der neuen Brücke berücksichtigt werden muss.
In den Kästen der Brückenunterseite sind Wasserrohre, Elektro- und Fernmeldekabel geführt.
Das dritte (neue) Brückenbauwerk soll je zwei Fahrspuren pro Richtung und wahrscheinlich Straßenbahngleise in der Mitte erhalten. Die Arbeiten sollen bei eingeschränktem Verkehr über die marode Brücke erfolgen.